# حرمان لغوي
يرتبط الحرمان اللغوي بنقص المحفزات اللغوية الضرورية لعمليات اكتساب اللغة لدى الفرد.  أظهرت الأبحاث أن التعرض المبكر للغة أولى سيتنبأ بنتائج لغوية مستقبلية. "التجارب التي تنطوي على الحرمان من اللغة نادرة جدًا بسبب الجدل الأخلاقي المرتبط بها. روجر شاتوك، كاتب أمريكي، أطلق على بحث الحرمان من اللغة" التجربة المحرمة "لأن  تطلبت حرمان الإنسان العادي. وبالمثل، أجريت التجارب من خلال حرمان الحيوانات من المحفزات الاجتماعية لفحص الذهان.
على الرغم من عدم وجود تجارب رسمية حول هذا الموضوع، إلا أن هناك العديد من حالات الحرمان اللغوي. عزز البحث المشترك في هذه الحالات البحث في فرضية الفترة الحرجة في اكتساب اللغة.
تنص الفريضة «الفترة الحرجة للتعليم» يجب على الشخص ان يتعرض إلى اللغة بعمر معين لاكتساب اللغة.
مذكور انه مرتبط مع بفتره زياده المرونة العصبية.
كما يعتقد أنه ينتهي مع بدايه سن البلوغ.

## حالات الحرمان اللغوي

### إيزابيل
حالة لطفل محروم في سن مبكرة هي إيزابيل. كانت محصوره  في غرفة بها أم صماء وبكم، قضت 6 سنوات ونصف في سكوت  دون أي تحفيز لغوي.  عند اكتشافها تم إرسالها إلى المستشفى حيث تم رصد سلوكها اللامبالي.  الآن في عنبر مع الأطفال، بدأت في تقليد الأطفال الآخرين في الشقة لطلب الاهتمام.  كما أنها بدأت في التدريب على اللغة.  بعد ثمانية عشر شهرًا من تدريبها، بلغت مجموعة كلماتها بما يتراوح بين 1500 و 2500 كلمة.  كانت قادرة أيضًا على إنتاج تراكيب جمل معقدة.